# Fions
Vous lisez un « bon article » labellisé en 2014.
Pour les articles homonymes, voir Fion (homonymie).
Les Fions sont des créatures du petit peuple surtout mentionnées dans le folklore maritime de la Haute-Bretagne, de type lutin et peut-être d'origine anglaise. L'essentiel des récits à leur sujet provient des collectes de Paul Sébillot, à la fin du XIXe siècle. Caractérisés par leur habitat dans les rochers et les grottes du rivage nord de la Bretagne, les Fions mènent une vie militaire en communauté avec les fées des houles, dont ils sont les serviteurs. Organisés en bataillons, ils guerroieraient sur un navire en or. D'après les contes, ils possèdent du bétail qu'ils font paître et donnent parfois des objets enchantés ou de la nourriture aux humains. Pierre Dubois et Joann Sfar font intervenir un Fion dans la série de bande dessinée Petrus Barbygère, en 1996 et 1997.

## Terminologie, origine et genre
L'origine du nom de « Fions » n'est pas connue, et son usage reste peu clair. Pour Walter Evans-Wentz, ce terme semble originellement désigner des fées, mais il peut s'appliquer à des créatures du petit peuple des deux sexes. Les avis divergent à ce sujet, car si pour Paul Sébillot « il n'y avait pas de Fions femelles, du moins dans les houles », selon Pierre Dubois, ils sont perçus comme des créatures hermaphrodites. Les Fions sont crédités d'une habitude plutôt propre aux fées en France, qui est de garder du bétail. De plus, les Fions ont remplacé les fées des houles dans plusieurs lieux de Bretagne. Françoise Morvan les voit apparentés aux fairies anglo-saxonnes, tout comme les Jetins : le nom de leurs grottes, les houles, est tiré de hole, signifiant « trou » en anglais. De plus, leurs caractéristiques rappellent sur plusieurs points des créatures anglaises. Les Fions représenteraient l'un des rares cas d'influence anglaise sur le folklore breton, mais le nombre limité des informations à leur sujet empêche d'en savoir davantage.

## Caractéristiques

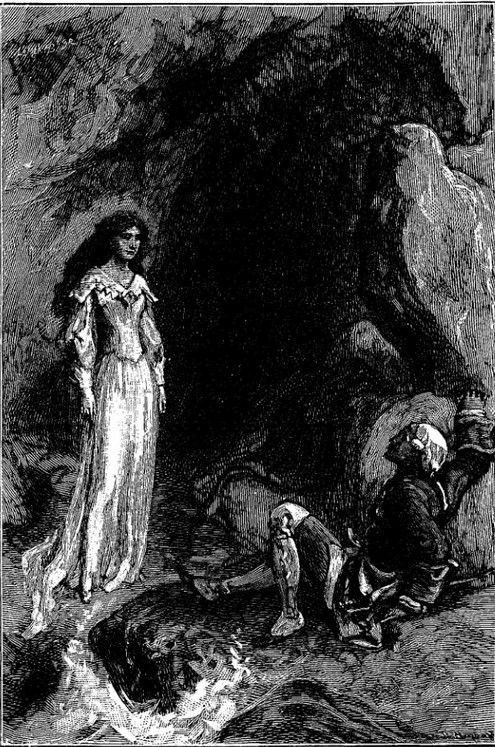
Une fée des houles, réputée partager son habitat cavernicole avec les Fions qui lui serviraient de domestiques.

Par rapport aux autres lutins de Bretagne, les Fions sont nettement caractérisés. Ils ne peuvent se comparer qu'aux Jetins, n'étant proches ni des korrigans, ni des changelings. Ils n'appartiennent pas non plus à la même famille de créatures que les fées des houles, qu'ils servent. Ce sont les seuls lutins réputés vivre avec des fées, dans un « état de domesticité ». Leur rôle nettement militaire et leur organisation en bataillons forment également une particularité unique chez des lutins. À Saint-Briac, les Fions portent des habits d'amiraux, s’entraînent en bataillon de trente et guerroient sur un navire en or appartenant aux fées, contre les fées de Chêlin. Ils aident parfois (mais plus rarement) les fées à tisser sur leurs rouets, toujours en bataillons,. Il leur arrive de jouer au bouchon avec des pièces de cent francs, et de s'entraîner avec de petits fusils en or.
Pour Françoise Morvan, les Fions rappellent des petits soldats de plomb. D'après un collectage de Paul Sébillot, ils sont de si petite taille « que leurs épées n'étaient guère plus longues que des épingles de corsage ». Il attribue aux Fions des houles un pouce de hauteur, précisant ne pas avoir eu de description de Fions terrestres, eux aussi réputés très petits. Pierre Dubois signale des histoires de Fions jouant avec les enfants, ce qui provoquait l'inquiétude des mères car les Jetins, proches d'eux, sont des voleurs d'enfants.

## Localisation

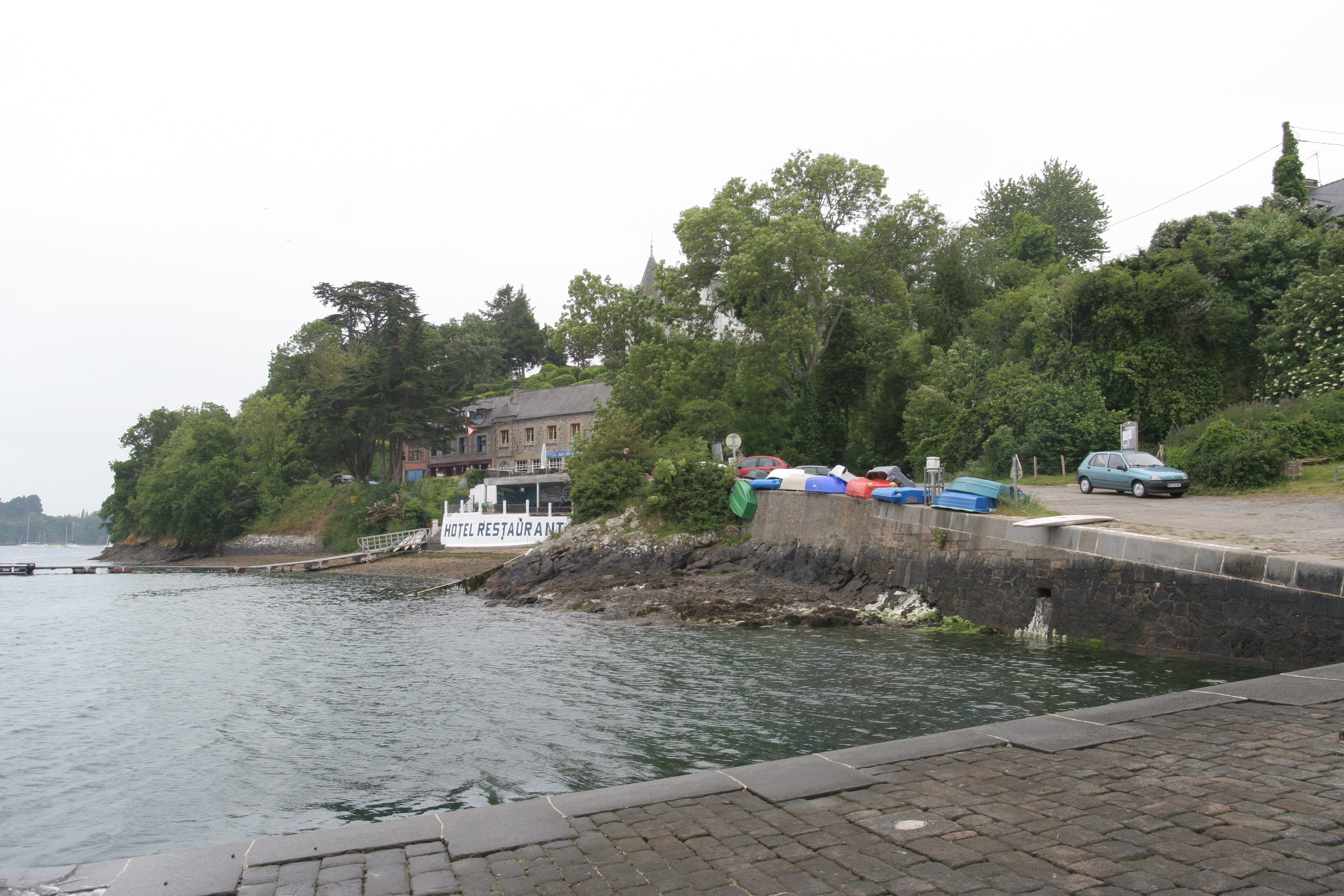
La Rance maritime à Pleurtuit. Les cavernes rocheuses sur les bords seraient le domaine des Fions, selon Paul Sébillot.

Les cavernes maritimes de la côte nord de Haute-Bretagne, dites « houles », sont le domaine habituel des Fions. La seule grotte bretonne connue pour servir de demeure à des nains serait d'ailleurs une « Cache à Fions » de Pleurtuit, près de la Rance maritime. Les Fions sont signalés près de Dinard, sur les bords de la Rance, mais aussi à Saint-Briac et sur l'île de Batz,,.

## Contes collectés
Plusieurs contes recueillis par Paul Sébillot parlent des Fions. Auguste Lemoine raconte que la vache noire des Fions du Pont-aux-Hommes-Nés a un jour mangé le blé noir d'une famille. Face aux protestations de la femme propriétaire du champ qui s'est rendue jusqu'à leur cache, les Fions lui font don d'un godet de blé noir qui ne s'épuise jamais, en lui recommandant bien de n'en donner qu'à sa famille et jamais à un étranger. Mais la femme oublie cette promesse, et elle donne du blé noir à un chiffonnier. Dès lors, la famille n'a jamais pu ravoir de blé noir,.
Les Fions établis aux bords de la Rance dans les « caches » à leur taille possèdent de mystérieux fours enchantés. Un jour, des hommes qui charruent non loin les entendent souffler dans une corne pour appeler au four. Ils demandent aux Fions un tourteau de pain. En arrivant au bout de leur sillon, ils trouvent le pain posé sur une nappe, avec des couteaux. Mais l'un des laboureurs met un couteau dans sa poche, provoquant la disparition instantanée de la nappe et de tout ce qu'elle contenait. Le conte du navire des fées narre une bataille qui eut lieu entre les fées de Saint-Briac et celles de Chêlin. Le rôle des Fions y est décisif, puisqu'ils mettent le Diable en pièce avec leurs armes.
D'autres contes mentionnent des Fions, sans qu'ils n'en soient le sujet principal. Toussainte Quémat confie en 1881 le conte de « la Fée de la Corbière » à Paul Sébillot, mentionnant des Fions serviteurs qui tissent sur une quenouille sur l'ordre des fées.

## Culture populaire
Le Fion de l'Eire effraie, !
Pierre Dubois et Joann Sfar font intervenir un Fion dans la bande dessinée Petrus Barbygère : la petite créature apparaît dès le début du premier album, poursuivie par une horde de pirates, pour demander son aide au célèbre elficologue. Dans La Grande Encyclopédie des lutins, Pierre Dubois raconte qu'après la disparition des fées des houles, les Fions sont partis s'installer dans des cavernes à l'état semi-sauvage. Certains d'entre eux seraient partis au nord de l'Irlande, et y terroriseraient les gens depuis.